# Schweizerhaus (Alexisbad)
Das Schweizerhaus war ein Baudenkmal im Ortsteil Alexisbad der Stadt Harzgerode im Harz in Sachsen-Anhalt. Es wurde im Zweiten Weltkrieg zerstört.

## Lage

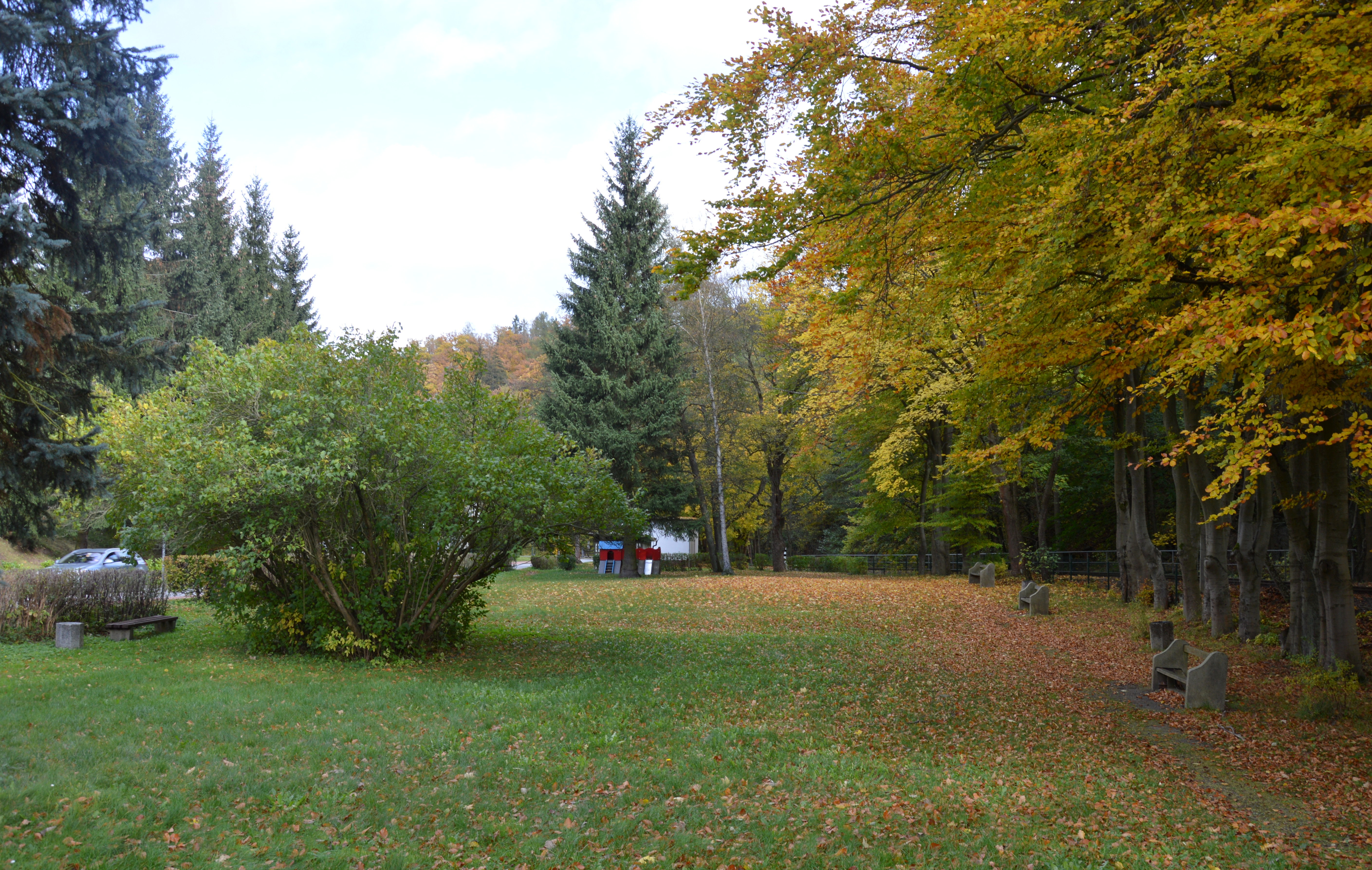
Parkanlage am ungefähren ehemaligen Standort des Schweizerhauses, 2017

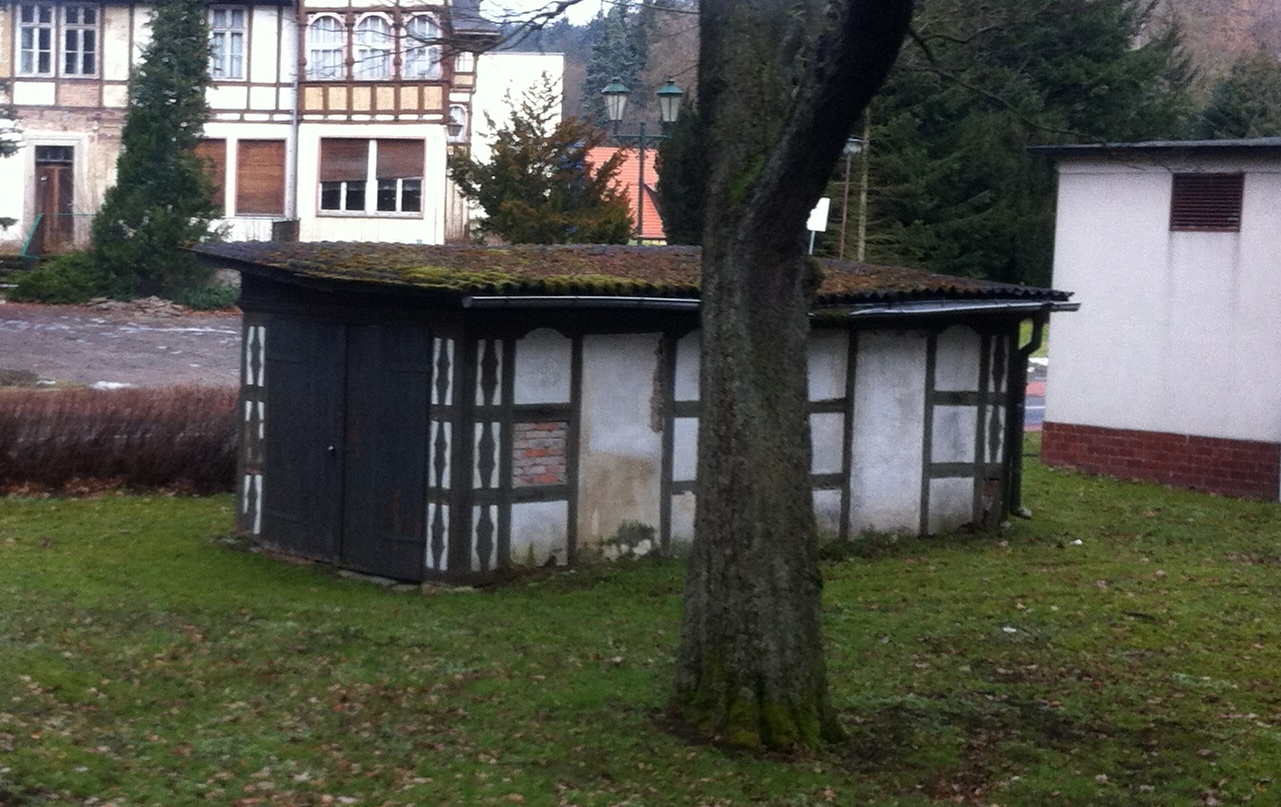
Gerätehaus, 2015

Das Gebäude befand sich im südlichen Teil Alexisbads zwischen der heutigen Kreisstraße und der Selke. Heute befindet sich am ehemaligen Standort eine Parkanlage.

## Architektur und Geschichte
Die Villa war im Jahr 1822 möglicherweise nach einem Entwurf Karl Friedrich Schinkels als Herzogliche Villa im Schweizerstil errichtet worden. Sie diente als Sommerhaus der herzoglichen Familie des Fürstentums Anhalt-Bernburg um Alexius Friedrich Christian und ihrer Gäste. Das Gebäude war prägend für das Ortsbild des Kurbades Alexisbad.
In den letzten Kriegstagen des Zweiten Weltkriegs wurde die Villa durch Beschuss US-amerikanischer Truppen getroffen und brannte nieder. Später wurde die Ruine abgerissen. Erhalten blieb nur ein ursprünglich zur Villa gehörendes Gerätehaus.